# Leichtathletik-Europameisterschaften 1938/Hochsprung der Männer

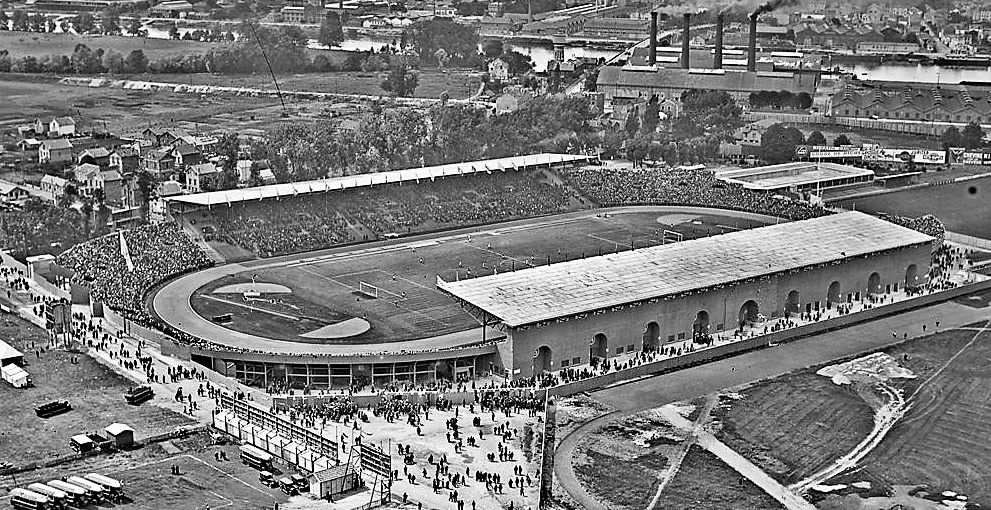
Olympiastadion in Paris 1924

Der Hochsprung der Männer bei den Leichtathletik-Europameisterschaften 1938 wurde am 5. September 1938 im Stade Olympique der französischen Hauptstadt Paris ausgetragen.
Europameister wurde der Schwede Kurt Lundqvist. Er siegte vor zwei Finnen. Die Silbermedaille gewann Titelverteidiger Kalevi Kotkas. Bronze ging an Lauri Kalima.

## Bestehende Rekorde
| Weltrekord           | 2,09 m | Mel Walker    | Malmö, Schweden    | 12. August 1937   |
| Europarekord         | 2,04 m | Kalevi Kotkas | Göteborg, Schweden | 1. September 1936 |
| Meisterschaftsrekord | 2,00 m | Kalevi Kotkas | EM Turin, Italien  | 7. September 1934 |

Der bestehende EM-Rekord wurde bei diesen Europameisterschaften nicht erreicht. Am höchsten sprang der schwedische Europameister Kurt Lundqvist, der mit seinen 1,97 m drei Zentimeter unter dem Rekord blieb. Zum Europarekord fehlten ihm sieben, zum Weltrekord zwölf Zentimeter.

## Durchführung
In den Quellenangaben (europäischer Leichtathletikverband EAA sowie bei todor66) mit dem Hochsprung-Resultat findet sich nur jeweils eine Ergebnisliste mit dem Finalresultat für alle Teilnehmer. Demnach sind alle vierzehn Hochspringer gemeinsam in einer Gruppe zum Finale angetreten.
Bei den Olympischen Spielen in dieser Zeit war es in den technischen Disziplinen übliche Praxis, zunächst am Morgen des Wettkampftages eine Qualifikationsrunde durchzuführen, wenn die Zahl der Teilnehmer nicht zu gering war. Diese Vorausscheidung wurde in zwei Gruppen ausgetragen. Das Finale fand dann mit den dafür qualifizierten Sportlern in aller Regel am Nachmittag desselben Tages statt.

## Legende
Kurze Übersicht zur Bedeutung der Symbolik – so üblicherweise auch in sonstigen Veröffentlichungen verwendet:
| – | verzichtet   |
| o | übersprungen |
| x | ungültig     |

## Finale

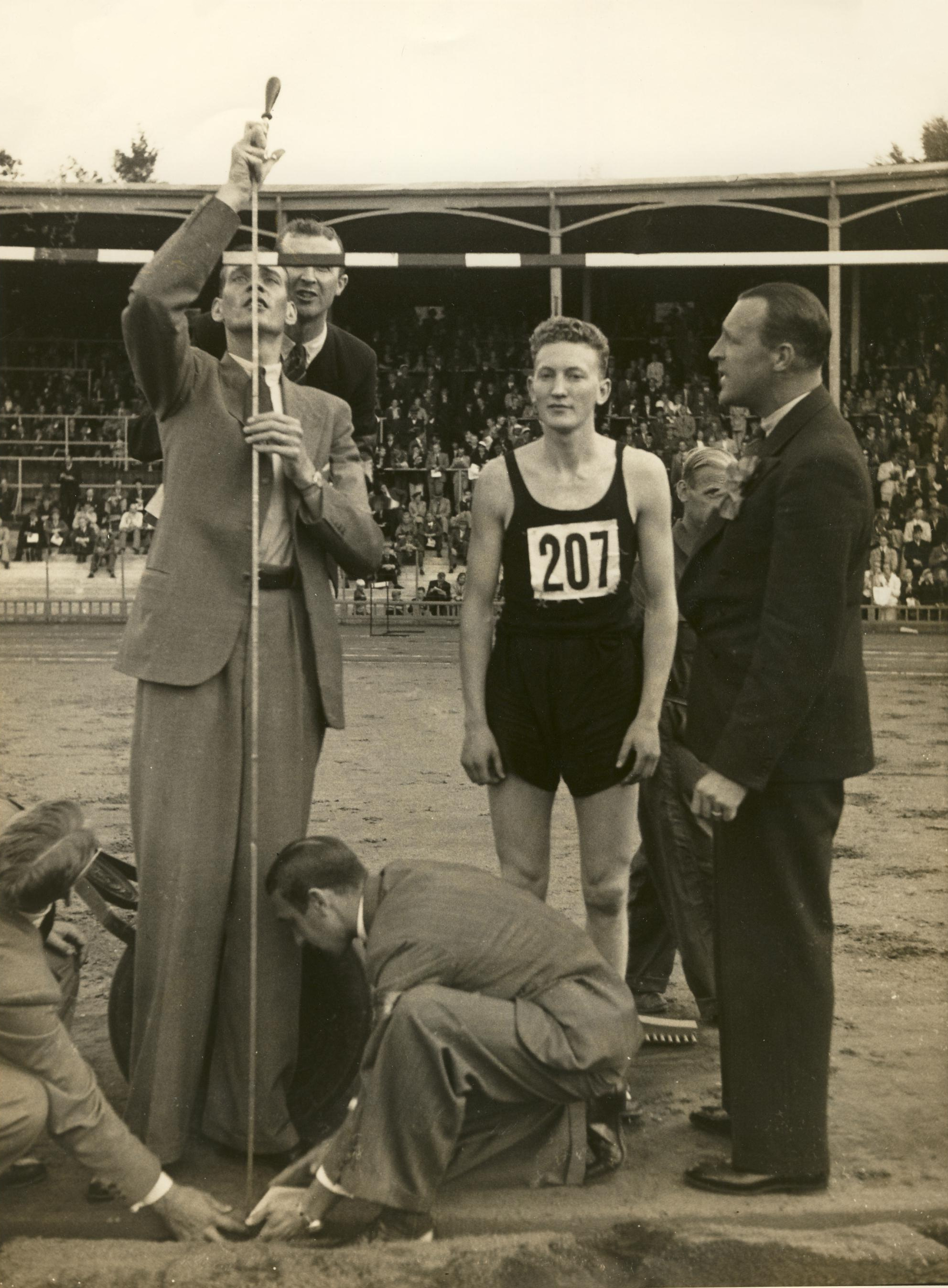
Europameister Kurt Lundqvist siegte mit 1,97 m und blieb damit drei Zentimeter unter dem EM-Rekord

5. September 1938, 15.15 Uhr
| Platz | Name             | Nation             | 1,60 m                   | 1,70 m                   | 1,80 m                   | 1,85 m                   | 1,90 m                   | 1,94 m                   | 1,97 m                   | Höhe   |
| ----- | ---------------- | ------------------ | ------------------------ | ------------------------ | ------------------------ | ------------------------ | ------------------------ | ------------------------ | ------------------------ | ------ |
| 1     | Kurt Lundqvist   | Schweden           | –                        | –                        | o                        | o                        | o                        | o                        | xo                       | 1,97 m |
| 2     | Kalevi Kotkas    | Finnland           | –                        | –                        | o                        | o                        | o                        | o                        | xxx                      | 1,94 m |
| 3     | Lauri Kalima     | Finnland           | –                        | –                        | –                        | xo                       | o                        | o                        | xxx                      | 1,94 m |
| 4     | Åke Ödmark       | Schweden           | –                        | –                        | o                        | o                        | xo                       | xxx                      |                          | 1,90 m |
| 4     | Erik Stai        | Norwegen           | –                        | –                        | o                        | o                        | xo                       | xxx                      |                          | 1,90 m |
| 6     | Jean Moiroud     | Frankreich         | –                        | o                        | o                        | o                        | xxx                      |                          |                          | 1,85 m |
| 6     | Hubert Stubbs    | Großbritannien     | –                        | o                        | o                        | o                        | xxx                      |                          |                          | 1,85 m |
| 8     | Janós Cserna     | Ungarn             | –                        | o                        | o                        | xo                       | xxx                      |                          |                          | 1,85 m |
| 9     | Josef Cespiva    | Tschechoslowakei   | Versuchsserien unbekannt | Versuchsserien unbekannt | Versuchsserien unbekannt | Versuchsserien unbekannt | Versuchsserien unbekannt | Versuchsserien unbekannt | Versuchsserien unbekannt | 1,80 m |
| 9     | Jacques Mantran  | Frankreich         | Versuchsserien unbekannt | Versuchsserien unbekannt | Versuchsserien unbekannt | Versuchsserien unbekannt | Versuchsserien unbekannt | Versuchsserien unbekannt | Versuchsserien unbekannt | 1,80 m |
| 9     | Ruggero Biancani | Königreich Italien | Versuchsserien unbekannt | Versuchsserien unbekannt | Versuchsserien unbekannt | Versuchsserien unbekannt | Versuchsserien unbekannt | Versuchsserien unbekannt | Versuchsserien unbekannt | 1,80 m |
| 12    | O’Rafferty       | Irland             | Versuchsserien unbekannt | Versuchsserien unbekannt | Versuchsserien unbekannt | Versuchsserien unbekannt | Versuchsserien unbekannt | Versuchsserien unbekannt | Versuchsserien unbekannt | 1,80 m |
| 13    | Wim Spanjerdt    | Belgien            | Versuchsserien unbekannt | Versuchsserien unbekannt | Versuchsserien unbekannt | Versuchsserien unbekannt | Versuchsserien unbekannt | Versuchsserien unbekannt | Versuchsserien unbekannt | 1,80 m |
| 14    | J. Wege          | Luxemburg          | Versuchsserien unbekannt | Versuchsserien unbekannt | Versuchsserien unbekannt | Versuchsserien unbekannt | Versuchsserien unbekannt | Versuchsserien unbekannt | Versuchsserien unbekannt | 1,70 m |

Bei der Sprunghöhe von 1,90 m waren noch acht Teilnehmer im Kampf um die Medaillen und Platzierungen dabei. Sechs von ihnen, der finnische Titelverteidiger Kalevi Kotkas, die beiden Schweden Kurt Lundqvist und Åke Ödmark, der Norweger Erik Stai, der Franzose Jean Moiroud sowie der Brite Hubert Stubbs, hatten noch keine Fehlversuche auf ihrem Konto. Der Finne Lauri Kalima und der Ungar Janós Cserna waren mit jeweils einen Fehlsprung bei 1,85 m belastet.
Moiroud, Stubbs und Cserna liefen nun jeweils dreimal vergeblich an und schieden aus. Ödmark und Stai waren in ihrem jeweils zweiten Versuch erfolgreich, während Kotkas, Lundqvist und Kalima die Höhe mit ihren ersten Sprüngen nahmen. Bei 1,94 m blieben Kotkas und Lundqvist weiter ohne jeden Fehlversuch, auch Kalima übersprang die Höhe beim ersten Mal, während Ödmark und Stai mit drei Fehlversuchen ausschieden und damit gemeinsam Rang vier belegten.
Nun musste sich entscheiden, in welcher Reihenfolge die Medaillen an die drei verbliebenen Wettbewerber verteilt würden. Dazu wurden jetzt 1,97 m aufgelegt. Alle drei Teilnehmer rissen die Latte mt ihren ersten Versuchen. Mit seinem zweiten Sprung meisterte Lundqvist als einziger Athlet diese Höhe, die beiden anderen scheiterten noch jeweils zweimal. Somit war Kurt Lundqvist der neue Europameister. Silber ging an Titelverteidiger Kalevi Kotkas, der in seiner Versuchsserie einen Fehlsprung weniger aufzuweisen hatte als Bronzemedaillengewinner Lauri Kalima.

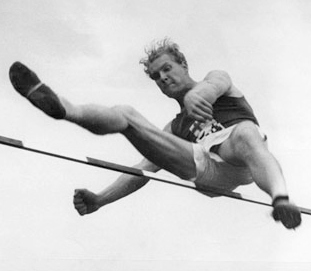
Titelverteidiger Kalevi Kotkas blieb sechs Zentimeter unter seiner Siegeshöhe von 1934 und gewann damit die Silbermedaille
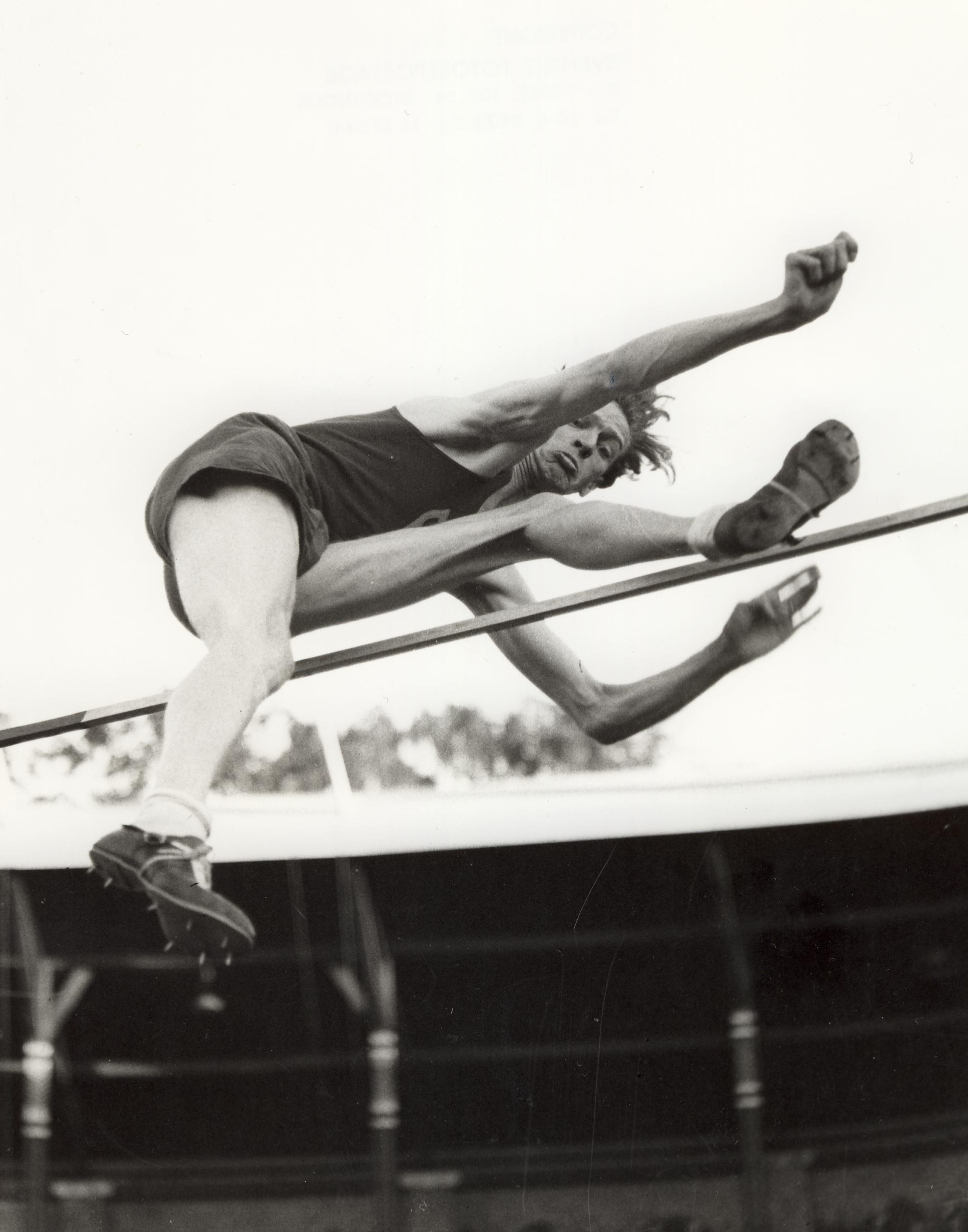
Åke Ödmark kam auf den vierten Platz